# Сърце през зимата
„Сърце през зимата“ (на френски: Un cœur en hiver) е френски романтичен филм от 1992 година на режисьора Клод Соте по негов сценарий в съавторство с Жак Фиески.
В центъра на сюжета са отношенията на лютиер, специализиран в реставрирането на ценни цигулки, и млада, но вече известна цигуларка, която започва връзка с негов дългогодишен приятел и бизнес партньор. Въпреки силното взаимно привличане между двамата той се отказва от връзката им, предпочитайки да запази изолацията си от света. Главните роли се изпълняват от Даниел Отьой, Еманюел Беар и Андре Дюсолие.
За ролята си в „Сърце през зимата“ Даниел Отьой получава Европейска филмова награда за най-добър актьор, а филмът е номиниран за награда на БАФТА за неанглоезичен филм.